# Iann Dior
Iann Dior (zapis stylizowany: iann dior), właściwie Michael Ian Olmo (ur. 25 marca 1999 w Arecibo) – urodzony na Portoryko amerykański piosenkarz, raper i autor tekstów. W 2019 roku zyskał sławę dzięki swoim piosenkom „Emotions” i „Molly”. W 2020 roku pojawił się na singlu 24kGoldnena „Mood”, który zajął pierwsze miejsce na amerykańskiej liście Billboard Hot 100, a także w wielu innych państwach.

## Dyskografia

### Albumy studyjne
| Rok  | Dane dot. albumu | Pozycje na listach przebojów | Pozycje na listach przebojów |
| Rok  | Dane dot. albumu | USA                          | CAN                          |
| ---- | --- | ---------------------------- | ---------------------------- |
| 2019 | Industry Plant - Wydany: 8 listopada 2019 - Wytwórnia: WorldWide Records, Internet Money Records, 10K Projects - Format: Digital download, streaming | 44                           | 51                           |

### Minialbumy
| Rok                                                         | Dane dot. minialbumu | Pozycje na listach | Pozycje na listach | Pozycje na listach |
| Rok                                                         | Dane dot. minialbumu | USA                | CAN                | NZ                 |
| ----------------------------------------------------------- | --- | ------------------ | ------------------ | ------------------ |
| 2020                                                        | I'm Gone - Wydana: 12 czerwca 2020 - Wytwórnia: Internet Money Records, 10K Projects - Format: Digital download, streaming | 45                 | 37                 | 40                 |
| 2021                                                        | Still Here - Wydana: 15 kwietnia 2021 - Wytwórnia: 10K Projects - Format: Digital download, streaming                      | –                  | –                  | –                  |
| „–” oznacza, że minialbum nie był notowany na danej liście. | |                    |                    |                    |

### Mixtape’y
| Rok  | Dane dot. albumu |
| ---- | --- |
| 2019 | Nothings Ever Good Enough - Wydany: 12 kwietnia 2019 - Wytwórnia: 10K Projects - Format: Digital download, streaming |

### Kompilacje
| Rok  | Dane dot. albumu |
| ---- | --- |
| 2021 | Headliners: iann dior - Wydany: 15 listopada 2021 - Wytwórnia: Universal Music Group, Inc. FP - Format: Digital download, streaming |

## Filmografia
| Rok  | Tytuł          | Rola   | Źr.    |
| ---- | -------------- | ------ | ------ |
| 2021 | Downfalls High | On sam | [ 10 ] |